# Víctor López
Víctor Rubén López (19 de diciembre de 1978; Córdoba, Argentina) es un exfutbolista y entrenador argentino. Se retiró como defensa. Actualmente dirige al Club Atlético Central Norte.

## Carrera
Comenzó su carrera profesional en Racing de Córdoba en las ligas menores del Fútbol Argentino en 1998. En Racing consigue sus primeras consagraciones al conquistar en el año 1999 el ascenso al Torneo Argentino A y meses más tarde el ascenso al torneo de Primera B Nacional, segunda categoría del fútbol argentino.
En el año 2000 se sumó a Talleres de Córdoba que estaba en la Primera División Argentina en ese entonces.
En el 2004 Talleres descendió de categoría y Víctor López se incorporó a Arsenal de Sarandí.
En el 2007 Víctor López se sumó a la Real Sociedad con el cual descendió de categoría por 2.ª vez en su carrera al final de la temporada 2006-2007.
En el 2008 Víctor López retornó a la Argentina para jugar en Banfield en donde se convirtió en una pieza clave del equipo que consiguió el Torneo Apertura 2009 por primera vez en la historia del club, jugando todos los partidos del torneo. En julio de 2010 arregló su nuevo contrato con Banfield, el cual lo unía a la institución sureña hasta el 2013, pero finalizado el Torneo Apertura 2011, se mostró reacio a continuar en el club, por lo que rescindió contrato y firmó como la primera incorporación del Club Atlético Newell´s Old Boys de Rosario para las próximas tres temporadas. La llegada de Gerardo el "Tata" Martino como director técnico leproso, fue determinante para que el jugador decida incorporarse a Newell´s y así desechar el interés de otros equipos por contratarlo.

## Estadísticas
Datos actualizados al fin de la carrera deportiva.
| Racing Argentina |               |               |     |    |   |    |    |     |     |    |
| 3.ª | 1998-99       | 12            | 0   | 0  | 0 | -  | -  | 12  | 0   |    |
| 2.ª | 1999-00       | 28            | 1   | -  | - | -  | -  | 28  | 1   |    |
| 2.ª | Total club    | 40            | 1   | 0  | 0 | 0  | 0  | 40  | 1   |    |
| Talleres Argentina |               |               |     |    |   |    |    |     |     |    |
| 1.ª | A-2000        | 3             | 0   | -  | - | -  | -  | 3   | 0   |    |
| 1.ª | C-2001        | 11            | 0   | -  | - | -  | -  | 11  | 0   |    |
| 1.ª | A-2001        | 12            | 0   | -  | - | -  | -  | 12  | 0   |    |
| 1.ª | C-2002        | 6             | 0   | -  | - | 4  | 0  | 10  | 0   |    |
| 1.ª | A-2002        | 13            | 0   | -  | - | -  | -  | 13  | 0   |    |
| 1.ª | C-2003        | 15            | 0   | -  | - | -  | -  | 15  | 0   |    |
| 1.ª | A-2003        | 18            | 0   | -  | - | -  | -  | 18  | 0   |    |
| 1.ª | C-2004        | 20            | 0   | -  | - | -  | -  | 20  | 0   |    |
| Total club | Total club    | 98            | 0   | 0  | 0 | 4  | 0  | 102 | 0   |    |
| Arsenal Argentina |               |               |     |    |   |    |    |     |     |    |
| 1.ª | A-2004        | 8             | 0   | -  | - | 3  | 0  | 11  | 0   |    |
| 1.ª | C-2005        | 17            | 0   | -  | - | -  | -  | 17  | 0   |    |
| 1.ª | A-2005        | 18            | 0   | -  | - | -  | -  | 8   | 0   |    |
| 1.ª | C-2006        | 17            | 0   | -  | - | -  | -  | 17  | 0   |    |
| 1.ª | A-2006        | 19            | 0   | -  | - | -  | -  | 19  | 0   |    |
| Total club | Total club    | 79            | 0   | 0  | 0 | 3  | 0  | 82  | 0   |    |
| Real Sociedad · España |               |               |     |    |   |    |    |     |     |    |
| 1.ª | 2006-07       | 17            | 0   | -  | - | -  | -  | 17  | 0   |    |
| 2.ª | 2007-08       | 14            | 1   | 1  | 0 | -  | -  | 15  | 1   |    |
| Total club | Total club    | 31            | 1   | 1  | 0 | 0  | 0  | 32  | 1   |    |
| Banfield Argentina |               |               |     |    |   |    |    |     |     |    |
| 1.ª | A-2008        | 18            | 3   | -  | - | -  | -  | 18  | 4   |    |
| 1.ª | C-2009        | 18            | 2   | -  | - | -  | -  | 18  | 2   |    |
| 1.ª | A-2009        | 19            | 1   | -  | - | -  | -  | 19  | 1   |    |
| 1.ª | C-2010        | 13            | 0   | -  | - | 8  | 0  | 21  | 0   |    |
| 1.ª | A-2010        | 17            | 1   | -  | - | 4  | 1  | 21  | 2   |    |
| 1.ª | C-2011        | 16            | 1   | -  | - | -  | -  | 13  | 0   |    |
| 1.ª | A-2011        | 18            | 0   | -  | - | -  | -  | 17  | 0   |    |
| Total club | Total club    | 119           | 8   | 0  | 0 | 12 | 1  | 131 | 9   |    |
| Newell's Old Boys Argentina |               |               |     |    |   |    |    |     |     |    |
| 1.ª | C-2012        | 13            | 0   | -  | - | -  | -  | 13  | 0   |    |
| 1.ª | I-2012        | 12            | 0   | 0  | 0 | 0  | 0  | 24  | 0   |    |
| 1.ª | F-2013        | 6             | 0   | 2  | 0 | 4  | 0  | 12  | 0   |    |
| 1.ª | I-2013        | 17            | 1   | -  | - | -  | -  | 17  | 3   |    |
| 1.ª | F-2014        | 15            | 0   | -  | - | 6  | 0  | 21  | 0   |    |
| 1.ª | 2014          | 16            | 2   | 1  | 0 | -  | -  | 21  | 0   |    |
| 1.ª | 2015          | 21            | 0   | 1  | 0 | -  | -  | 22  | 0   |    |
| Total club | Total club    | 100           | 3   | 4  | 0 | 10 | 0  | 114 | 3   |    |
| Atlético de Rafaela Argentina |               |               |     |    |   |    |    |     |     |    |
| 1.ª | 2016          | 10            | 0   | -  | - | -  | -  | 10  | 0   |    |
| Total club | Total club    | 10            | 0   | 0  | 0 | 0  | 0  | 10  | 0   |    |
| Olimpo Argentina |               |               |     |    |   |    |    |     |     |    |
| 1.ª | 2016          | 13            | 2   | 1  | 0 | -  | -  | 14  | 2   |    |
| Total club | Total club    | 13            | 2   | 1  | 0 | 0  | 0  | 14  | 2   |    |
| Instituto Argentina |               |               |     |    |   |    |    |     |     |    |
| 2.ª | 2017          | 19            | 1   | -  | - | -  | -  | 16  | 0   |    |
| 2.ª | 2017-18       | 22            | 1   | 1  | 0 | -  | -  | 23  | 2   |    |
| 2.ª | 2018-19       | 11            | 0   | -  | - | -  | -  | 11  | 0   |    |
| Total club | Total club    | 52            | 2   | 1  | 0 | 0  | 0  | 53  | 2   |    |
| Total carrera | Total carrera | Total carrera | 542 | 17 | 7 | 0  | 29 | 1   | 578 | 18 |
| (1) Incluye datos de la Copa del Rey (2007-08); Copa Argentina (2012-13, 2013-14, 2014-15, 2015-16, 2017). (2) Incluye datos de la Copa Libertadores (2002, 2010, 2013, 2014); Copa Sudamericana (2004, 2010). (3) No incluye goles en partidos amistosos. |               |               |     |    |   |    |    |     |     |    |

## Estadísticas como entrenador
| Equipo                  | Div.  | Temporada | Liga  | Liga | Liga | Liga | Liga |       | Copa | Copa | Copa | Copa  |   | Internacional | Internacional | Internacional | Internacional | Internacional |   | Otros | Otros | Otros | Otros |   | Totales | Totales     | Totales | Totales | Totales | Totales | Totales | Totales | Totales |
| Equipo                  | Div.  | Temporada | Part. | G    | E    | P    | Pos. | Part. | G    | E    | P    | Part. | G | E             | P             | Pos.          | Part.         | G             | E | P     | Part. | G     | E     | P | Puntos  | Rendimiento | GF      | GC      | Dif.    |         |         |         |         |
| ----------------------- | ----- | --------- | ----- | ---- | ---- | ---- | ---- | ----- | ---- | ---- | ---- | ----- | - | ------------- | ------------- | ------------- | ------------- | ------------- | - | ----- | ----- | ----- | ----- | - | ------- | ----------- | ------- | ------- | ------- | ------- | ------- | ------- | ------- |
| Central Norte Argentina | 3.ª   | 2023      | 7     | 2    | 1    | 4    | -    | 0     | 0    | 0    | 0    | -     | - | -             | -             | -             | -             | -             | - | -     | 7     | 2     | 1     | 4 | 7/21    | 33.33%      | 6       | 6       | 0       |         |         |         |         |
| Central Norte Argentina | Total | Total     | 7     | 2    | 1    | 4    | -    | 0     | 0    | 0    | 0    | -     | - | -             | -             | -             | -             | -             | - | -     | 7     | 2     | 1     | 4 | 7/21    | 33.33%      | 6       | 6       | 0       |         |         |         |         |
| 1.                      |       |           |       |      |      |      |      |       |      |      |      |       |   |               |               |               |               |               |   |       |       |       |       |   |         |             |         |         |         |         |         |         |         |

## Palmarés

### Campeonatos nacionales
| Competición      | Club              | País      | Torneo |
| ---------------- | ----------------- | --------- | ------ |
| Primera División | Banfield          | Argentina | A-2009 |
| Primera División | Newell's Old Boys | Argentina | F-2013 |